# Jack O’Neill (Csillagkapu)
Jonathan „Jack” O’Neill ezredes a német-kanadai-amerikai Csillagkapu, Csillagkapu: Atlantisz és Stargate Universe című sci-fi sorozatok szereplője. A három sorozatban katonai csapatok fedezik fel a galaxist egy idegen technológia segítségével, a csillagkapu-hálózaton keresztül.
Az amerikai Richard Dean Anderson az egyik főszereplője a Csillagkapu sorozat (1997-2005) első nyolc évadjának, visszatérő szereplője a Csillagkapu Atlantisz első három évadjának (2004-2007), valamint feltűnik a 2008-ban DVD-re megjelent Csillagkapu-filmben, a Csillagkapu: Continuumban. Anderson a 6. évadban csökkentette szerepét, hogy több időt tölthessen a családjával, a 8. évad befejezése után pedig el is hagyta a sorozatot.
Jack O’Neill ezredes 1994-ben tűnt fel először a katonai sci-fi témájú Csillagkapu filmben, melyet Dean Devlin és Roland Emmerich írt, itt Kurt Russell alakította. O’Neill ezredes az Egyesült Államok Légierejének ezredese, ő vezeti át az első csapatot a Csillagkapun keresztül egy felderítő küldetésre. Miután létrejön a Csillagkapu Parancsnokság az Az Istenek gyermekei című részben, ami a Csillagkapu sorozat bevezető epizódja, parancsnoka lett az elsődleges CSK csapatnak, a CSK-1-nek, melynek tagjai Daniel Jackson, Teal’c és Samantha Carter. A 8. évadban tábornokká kinevezésével O’Neillt választják a Csillagkapu Parancsnokság új vezetőjének, miután Hammond tábornok távozik a sorozatból. A 9. évad elején O’Neillt ismét előléptetik, ezúttal a Föld Védelmi Szervezetének élére nevezik ki, így Richard Dean Anderson elhagyhatja a sorozatot, hogy több időt tölthessen családjával. O’Neill ezredes a Csillagkapu sorozat első nyolc évadjának legtöbb részében jelen van, míg a 9-10. évadban mindössze négy részben szerepel.

## Szerepe a Csillagkapuban

### Jellemfejlődése
A Csillagkapu című filmben Jack O'Neill felesége Sarah O'Neill. A férfi depressziós időszakot élt át, mert fia lelőtte magát apja pisztolyával. Amikor Dr. Daniel Jackson megfejtette a Csillagkapu írásjegyeit, az ezredest visszahívták szolgálatba, és ő vezette a felderítő csapatot és Jacksont a kapu túloldalára, az Abydos nevű bolygóra. O'Neill parancsa úgy szólt, hogy robbantson fel egy nukleáris töltetet a kapu közelében bármiféle veszély észlelése esetén, ám egy abydos-i fiú, Skaara újra értelmet adott életének. Ré legyőzése után O'Neill és csapata visszatért a Földre, Daniel pedig a bolygón maradt az ott megismert és később feleségül vett nő mellett.
A Csillagkapu sorozatban a goa'uld Apophisz váratlan behatolása után létrehozták a Csillagkapu Parancsnokságot Az Istenek gyermekei című bevezető epizódban, O'Neill lett a CSK-1 vezetője. Ekkor már nem házas. A 2. évadban Az ötödik faj című részben Jacket megragadja egy idegen gépezet és az elméjébe egy idegen faj tudását tölti bele, ennek segítségével ő az első ember, aki egy másik galaxisba, az Asgardok otthonába utazik. A 7. évad végén újra ilyen "letöltésen" esik át, tudásával elvezeti a CSK-1-et az Ősök antarktiszi bázisára. O'Neill birtokolja az ősi gént, melynek segítségével irányítani képes az Ősök fegyverét, a széket, mellyel megmenti a Földet Anubis seregétől. Mivel a hatalmas ősi tudás elpusztítaná az elméjét és megölné őt, sztázisba helyezik az ősi bázison, míg a 8. évad elején Thor eltávolítja a tudást és megmenti ezzel. Kiderül, hogy O'Neill különösen fejlett egyede az emberi fajnak, Thor szerint ő egy előrelépése az emberiség fejlődésének, de nem eléggé, hogy segítsen az asgardoknak megoldani a saját klónozási problémájukat. Mindazonáltal beletesznek egy jelzést az ezredes DNS-ébe, hogy megakadályozzanak bármiféle vele végzett genetikai kísérletet. A 8. évad elején O'Neill-t tábornokká léptetik elő és átveszi a Csillagkapu Parancsnokság vezetését. A 9. évad elején ismét előléptetik, ezúttal a Föld Védelmi Szervezetének élére, a CSKP élére Hank Landry tábornok kerül, O'Neill ezután mindössze két részben tűnik fel ebben az évadban. Az utolsó, 10. évadban megjelenik ismét két részben, majd négy részében a Csillagkapu Atlantisznak. Szerepet kapott a csak DVD-re megjelent Csillagkapu: Continuum című filmben is. A nyitójelenetek közben megölik, de a film során feltűnik egy másik idővonalbeli O'Neill-ként.

### Természete, kapcsolatai
O'Neill egyfajta „viccesfiú” a sorozatban, aki ellenségeit és szövetségeseit egyaránt ellátja gúnyos megjegyzéseivel és vicces beszólásaival a diplomáciai következmények figyelembevétele nélkül. Nem túl lelkesen fogadja Carter tudományos és Jackson nyelvészeti fejtegetéseit. Élvezi a horgászatot minnesotai faházánál, nézi A Simpson családot és szereti a sört. Időnként említésre került, hogy szereti Mary Steenburgent (amerikai színésznő). Rendszerint kijavítja a helytelen szóhasználatot.
 O'Neill és Samantha Carter kapcsolatát az egész sorozaton keresztül nagy érdeklődés és találgatás jellemzi. Két alkalommal is megtörtént, hogy vagy O'Neill, vagy a csapat egy tagja kapcsolatba került egy másik alternatív univerzummal, ahol Carter és O'Neill jegyesek vagy házasok voltak. A negyedik évad Oszd meg és uralkodj című részében mindkettőjük arra kényszerült, hogy hivatalosan is elismerjék, egymás iránti érzéseik mélyebbek, mint azt a munkájuk engedné, és ekkor meg is fogadják, hogy ez sosem fog kiszivárogni abból a szobából, ahol ennek beismerése megtörtént. Több olyan esemény is volt még a sorozatban, mely arra utalt, hogy az érzéseik továbbra is változatlanok maradtak, például a 4. évad Egy apró lehetőség című részében, ahol Jack és Teal’c egy időhurokban rekedtek, és Jack kilépett a Légierőtől, hogy megcsókolhassa Samet. Mindezek ellenére olyan külső érzelmi történetszálak is voltak, melyben Carternek vőlegénye volt (Pete Shanahan), vagy O'Neill rövid kapcsolata Kerry Johnsonnal, a CIA-ügynökkel, illetve egyéb külvilági ismeretségek.
A probléma az volt, hogy a munkatársak közötti kapcsolatot a Légierő szabályzata tiltja, ám egyikük sem akarta feladni munkáját. O'Neill nem akart visszavonulni, és Kerry Johnson világított rá, hogy nagy hibát követ el, ha hagyja, hogy a szabályzat szétválassza őket.

## A forgatásról
Bár Richard Dean Anderson sosem volt igazán a sci-fi sorozatok rajongója, úgy vélte, az eredeti Csillagkapu film jó bevezetője volt a sorozatnak. Azzal a feltétellel fogadta el a szerepet, hogy karaktere humorosabb legyen, mint a Kurt Russell által alakított O'Neill a mozifilmben. Szintén elutasította, hogy a Csillagkapu sorozat egyszemélyes műsor legyen, nem akarta egyedül vinni a hátán a jeleneteket, mint a MacGyverben. A Showtime nevű amerikai csatorna kezdetben két évadra, 44 epizódra kötött szerződést 1996-ban. A legelső fotózások 1997. februárban kezdődtek Vancouverben.
Anderson főszereplője volt az első nyolc évadnak, azután pedig több alkalommal is visszatérő szerepe volt. A kezdetektől fogva jelentősen hatott O'Neill karakterének és személyiségének fejlődésére. Miközben dicsérte a mozifilmben Kurt Russell által alakított figurát, azt állította, ő nem tudna olyan komoly lenni, ezért együtt dolgozott az írókkal és rendezőkkel, hogy O'Neill könnyedebb stílust kapjon, de meg is őrizze azt a komolyságot, amit vezető szerepe megkövetel. Ezen kívül, viccelődött azzal, hogy sosem lenne képes olyan haja legyen, mint Russellnek. O'Neill visszatérése várható a sorozatot követő harmadik Csillagkapu filmben is. Brad Wright producer hangsúlyozta O'Neill jelenlétének fontosságát a Csillagkapu univerzumban, még ha a sorozat utolsó két évadjában kimaradt is a rendszeres szereplésből. A 6. évadban Anderson úgy döntött, csökkentett szerepet vállal a sorozatban, hogy több időt tölthessen kislányával, így csak néhány részben vendégszerepelt.

## Fogadtatás
Jack O'Neill alakításáért Richard Dean Anderson Szaturnusz-díjat nyert 1999-ben legjobb tévészerepléséért, valamint 1998-ban és 2000-ben jelölték ugyanerre. 1998-ban újabb Szaturnusz-díjat nyert a Legjobb televíziós színész kategóriában, majd 2001-2005 között jelölték, ám ismét már nem nyert. A Csillagkapu: Continuum című filmben játszott szerepéért jelenleg is van egy jelölése a „2008 legjobb férfi előadóművésze science fiction film, TV film vagy minisorozat” kategóriában a 2009. évi Constellation-díjért.
2004. szeptember 14-én az Egyesült Államok Légierejének szövetsége (Air Force Association) 57. évi évfordulós vacsoráján kitüntette a Csillagkapu sorozatban játszott szerepéért és produceri munkájáért, mert a sorozat már a kezdetektől pozitív képet mutatott a légierőről. Andersont tiszteletbeli dandártábornokká nevezték ki.

## Külső hivatkozások
- Jack O'Neill a Stargate Wiki-n
- Jack O'Neill a syfy.com-on